# Građansko obrazovanje (predmet)
Građansko obrazovanje (katkad građanski odgoj ili građanski odgoj i obrazovanje) poučava se u školama kao akademski predmet nalik politici ili sociologiji.

## Engleska
Godine 2002. uveden je obvezni predmet Građanstvo u engleski nacionalni kurikul na preporuku Crickova izvješća iz 1998. Poučava se kao dio školskog kurikula i predaje svim učenicima u dobi 11-16 godina u javnim školama.
Nacionalni kurikul građanstva u Engleskoj doprinosi općim ciljevima nacionalnog kurikula po kojem bi se djeca trebala razviti u uspješne učenike, pouzdane pojedince i odgovorne građane koji ostvaruju pozitivan doprinos društvu. Kurikul građanstva temelji se na ključnim konceptima (demokraciji, pravdi, pravima i obvezama, identitetima i različitosti) koje djeca moraju razumjeti te ključnim procesima i vještinama (kritičkom mišljenju i propitivanju, zagovorništvu i predstavništvu, poduzimanju informiranih i odgovornih akcija) koje moraju razviti. Nacionalni kurikul građanstva postavlja zahtjeve poučavanja koji naznačuju širok raspon sadržaja uključujući politiku, parlament i vladu, djelovanje pravnog sustava, način funkcioniranja gospodarstva, uloge medija, ljudskih prava, europskih i međunarodnih odnosa. Učitelji rabe tematska politička i društvena pitanja kako bi približili građanski sadržaj životu i pomogli učenicima razviti ključne građanske vještine istraživanja, raspravljanja i debatiranja, ali i predstaviti nazore drugih, misliti kritički o njima, vrednovati ih i reflektirati. Kurikul građanstva ima za cilj razvijati učeničku sposobnost sudjelovanja u zajednicama i širem društvu kao informiranih, kritičkih i odgovornih građana. Cilj je "aktivnog građanstva" poučiti učenike da rade zajedno i poduzimaju praktične akcije, rabeći svoje građansko znanje i razumijevanje radi doprinošenja boljem društvu. Primjerice, nakon pouke o ljudskim pravima, različitosti i nejednakosti, učenici mogu odlučiti izraditi projekt koji će se osvrnuti na rasizam u njihovim školama ili lokalnim zajednicama. Ostali primjeri projekata aktivnog građanstva uključuju pokretanje programa recikliranja, postavljanje studentskih akcijskih grupa radi naznačivanja maloljetničkog maltretiranja ili promicanja poštene trgovine ili kampanje za smanjenje biračke dobi na 16 godina.
GCSE za "Građanske studije" dostupan je za učenike u ključnom stadiju 4. Tri glavna tijela koji ga dodjeljuju u Engleskoj (AQA, OCR i Edexcel) nude ovu kvalifikaciju kao potpuni ili kratki tečaj. Kvalifikacija uključuje kontroliranu procjenu zasnovanu na projektu aktivnog građanstva u kojem su učenici sudjelovali. Osim toga postoji i razina A u Građanskim studijima koja je dostupna putem AQA-e. Ovu su kvalifikaciju vrednovala sveučilišta među kojima je i Sveučilište u Cambridgeu. Od 2002. godine do sada više od 500.000 mladih steklo je kvalifikacije u Građanskim studijima.
Očekuje se da će recenzija primarnog nacionalnog kurikula koju je tijekom 2009. izvršio sir Jim Rose dovesti do uvođenja građanstva kao obveznog dijela primarnog obrazovanja tijekom 2010. godine. Budući da je Zakon o obrazovanju zastao na posljednjoj prepreci u parlamentu, ovaj predmet ostaje neobvezan u osnovnim školama. Većina osnovnih škola već poučava građanstvo u svojim kurikulima. Materijale koji podupiru poučavanje građanstva u osnovnim i srednjim školama te u rasporedima poslije 16. godine objavila je QCA (sada Qualifications and Curriculum Development Agency, hrv. Agencija za razvoj kurikula i kvalifikacija).
U listopadu 2005. godine Odbor za obrazovanje i izbor vještina Doma pučana započeo je propitivanje građanskog obrazovanja, a izvješće o provedenom propitivanju dostavio je u ožujku 2007. Odbor je prikupio pisane i usmene dokaze od široka raspona pojedinaca uključujući ravnatelje i sira Bernarda Cricka te organizacijâ uključujući Odjel za djecu, škole i obitelji, Upravu za kvalifikacije i kurikul, Mrežu pouke i vještina, Ofsted, Udrugu učitelja građanstva (ACT), Građansku zakladu i Hansardovo društvo.
Odbor je zaključio da je "prerano reći s ikakvim stupnjem pouzdanja da li građansko obrazovanje proizvodi širok raspon učinaka kojima su se izvorno nadali. Početni dokaz na studiji malog opsega i iskustvo pojedinih ustanova obećavaju, ali nedovoljno sami za sebe... Sada je imperativ osigurati da se zakrpanost [u pružanju građanskog poučavanja] ne smije zadržati, da pružanje visoke kvalitete postane norma, a da se napredak ubrza. To će zahtijevati djelovanje onih pri dnu, ali će također trebati snažnu podršku DfES-a i ministara."
Usporedba s građanskim obrazovanjem u ostalim zemljama bio je predmet opsežna istraživanja koje je proveo NfER, a daljnje su informacije dostupne na https://web.archive.org/web/20131203045702/http://www.nfer.ac.uk/research/projects/cels/ i https://web.archive.org/web/20130310032049/http://www.iea.nl/icces.html
Koalicijska vlada trenutačno recenzira nacionalni kurikul u Engleskoj. Više o tome vidi na http://www.democraticlife.org.uk

## Republika Irska
Građanski studiji uvedeni su kao obvezni predmet 1990-ih u Republici Irskoj. Predmet je poznat pod nazivom CSPE (Građansko, društveno i političko obrazovanje), a predaje se učenicima u dobi 12-16 godina. U 2009. godini očekuje se da će se nuditi dodatan predmet pod radnim nazivom 'Društvo i politika' koji će biti predmet ponuđen učenicima u dobi 16-18 godina u srednjim školama u Republici Irskoj.

## Francuska
U Francuskoj je građansko obrazovanje poznato u srednjim školama kao ECJS (franc. education civique, juridique et sociale), a kao "éducation civique" u prijelaznim i osnovnim školama. Francuska zabrana pokrivanja lica nameće sudjelovanje u građanskom obrazovanju, a kazna doseže i do 150 eura za one koji krše navedeni zakon.

## Španjolska
U Španjolskoj je recentnim zakonom uveden EpC (Educación para la Ciudadanía). Novim zakonom o obrazovanju koji je donijela Narodna stranka on će se ipak ukloniti iz kurikula. Za više informacija vidi građansko obrazovanje (Španjolska).

## Finska
U Finskoj je građansko obrazovanje poznato kao YH, YT ili YO. (Yhteiskuntaoppi)

## Hrvatska
Građanski odgoj i obrazovanje uveden je u Hrvatskoj kao eksperimentalni modul u dvanaest osnovnih i srednjih škola u 2012./2013. i 2013./2014. školskoj godini.

## Norveška
U Norveškoj je građansko obrazovanje primarni mandat društvenih studija.

## Indonezija
Građansko obrazovanje u Indoneziji je oblikovano i implementirano na nacionalnoj razini.

## Kritika građanskog obrazovanja u školama
Kritika građanskog obrazovanja u školama tvrdi da je prosto poučavanje djece teoriji građanskog obrazovanje neučinkovito osim ako same škole ne reflektiraju demokratske prakse tako da djeci omoguće da kažu što misle o donošenju odluka. Kritika sugerira da su škole u svojem temelju nedemokratske ustanove i da takve postavke ne mogu usaditi u djecu predanost i vjerovanje u demokratske vrijednosti što je nužno da bi građansko obrazovanje imalo prikladan učinak.

## Više informacija
- Građanska zaklada
- Odjel za djecu, školu i obitelji
- Hansardovo društvo
- Nacionalni kurikul u Engleskoj
- Agencija za razvoj obrazovanja i kurikula

## Vanjske poveznice
Građansko obrazovanje u školama
- Learn and Serve America's National Service-Learning Clearinghouse Citizenship Education Bibliography
- Time for Citizenship - a UK based Primary Education site
- Department for Children, schools and families Citizenship site
- QCDA Citizenship
- The Association for Citizenship Teaching
- What is citizenship and why teach it? (Citizenship Foundation)
- Citized  Arhivirana inačica izvorne stranice od 15. siječnja 2013. (Wayback Machine)
- Patriotism and Nationalism in Music Education (Ashgate press, 2012)

Europsko građansko obrazovanje
- NECE - Networking European Citizenship Education